# Syriakisch
Syriakisch (von lat. Syriacus, „syrisch“) ist eine ältere deutsche Parallelbildung zu frz. syriaque und engl. Syriac und bezeichnet alles, was mit dem Alt-Syrischen zusammenhängt, besonders die Sprache („Syriakisch“), das sich ihrer bedienende Christentum, dessen Kirchenorganisationen und deren Mitglieder („Syriaken“, alias: Aramäer, Assyrer).
Die Heilige Synode des orientalisch-orthodoxen Patriarchats von Antiochien und Syrien hat auf ihrer Sitzung vom 28. März bis 3. April 2000 beschlossen, die Bezeichnung Syrian Orthodox Church (dt. Syrische Orthodoxe Kirche)  durch Syriac Orthodox Church (dt. Syriakisch Orthodoxe Kirche) zu ersetzen. Zweck der Umbenennung ist es, die verwirrende Doppeldeutigkeit des Namens Syrer (Angehörige des Christentums syrischsprachiger Tradition – Bürger des modernen arabischen Staates Syrien) und seiner Ableitung „syrisch“ zu vermeiden.